# Isitwalandwe

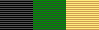
Bandschnalle der Medaille

Der Titel Isitwalandwe oder Seaparankwe, mitunter  Isitwalandwe-Seaparankoe, ist die höchste Auszeichnung des African National Congress und wird in der Form einer Medaille verliehen. Damit werden Personen ausgezeichnet, die einen herausragenden Beitrag und bemerkenswerte Aufopferung im Befreiungskampf für Südafrika geleistet haben. Der Begriff in isiXhosa und in den Sotho-Tswana-Sprachen meint jene besondere Person, „die die Federn des seltenen Vogels trägt“. Erstmals wurde die Auszeichnung 1955 auf dem Congress of the People verliehen und dabei drei Personen gleichzeitig gewürdigt. Unter den Titelträgern befinden sich europäischstämmige und nichteuropäischstämmige Personen der südafrikanischen Geschichte.
Der Titel spielt auf eine Tradition in Bantugesellschaften an, die mit dieser Bezeichnung nur ihre besten Krieger bzw. Anführer für außergewöhnliche Führungsqualitäten und Heldentum ehrten.

## Titelträger
| Jahr | Träger             |
| ---- | ------------------ |
| 1955 | Albert Luthuli     |
| 1955 | Trevor Huddleston  |
| 1955 | Yusuf Dadoo        |
| 1975 | Moses Kotane       |
| 1980 | Govan Mbeki        |
| 1980 | Ambrose Reeves     |
| 1982 | Lilian Ngoyi       |
| 1992 | Harry Themba Gwala |
| 1992 | Helen Joseph       |
| 1992 | Ahmed Kathrada     |
| 1992 | Nelson Mandela     |
| 1992 | Raymond Mhlaba     |
| 1992 | Wilton Mkwayi      |
| 1992 | Andrew Mlangeni    |
| 1992 | Elias Motsoaledi   |
| 1992 | Walter Sisulu      |
| 1992 | Oliver Tambo       |
| 1994 | Joe Slovo          |
| 2004 | Rachel Simons      |
| 2008 | Chris Hani         |
| 2014 | Ruth Mompati       |
| 2014 | Gertrude Shope     |